# Captieux
Captieux – miejscowość i gmina we Francji, w regionie Nowa Akwitania, w departamencie Żyronda.
Według danych na rok 1990 gminę zamieszkiwało 1707 osób, a gęstość zaludnienia wynosiła 14 osób/km² (wśród 2290 gmin Akwitanii Captieux plasuje się na 245. miejscu pod względem liczby ludności, natomiast pod względem powierzchni na miejscu 19.).